# Gustaw Włodek
Gustaw Włodek herbu Prawdzic (ur. 29 grudnia 1877 w Nużewku, zm. 31 sierpnia 1946 w Warszawie) – polski inżynier.

## Życiorys
Syn Józefa (1848-1921) i Wiktorii z domu Wybickiej (1855-1891).
Ukończył studia z tytułem inżyniera. Był dyrektorem zarządzającym fabryki K. Rudzki i S-ka w Warszawie. Należał do Stowarzyszenia Przemysłu i Handlu.
2 maja 1924 został odznaczony Krzyżem Kawalerskim Orderu Odrodzenia Polski „w uznaniu zasług, położonych na polu rozwoju przemysłu Rzeczypospolitej Polskiej oraz przy budowie transatlantyckiej radiostacji”.
Zamieszkiwał przy ulicy Fryderyka Szopena 14 w Warszawie.
Jego żoną została Wiktoria z domu Teodorowicz (1881-1972), miał córkę Irenę (1905-1986, po mężu Karczewska).

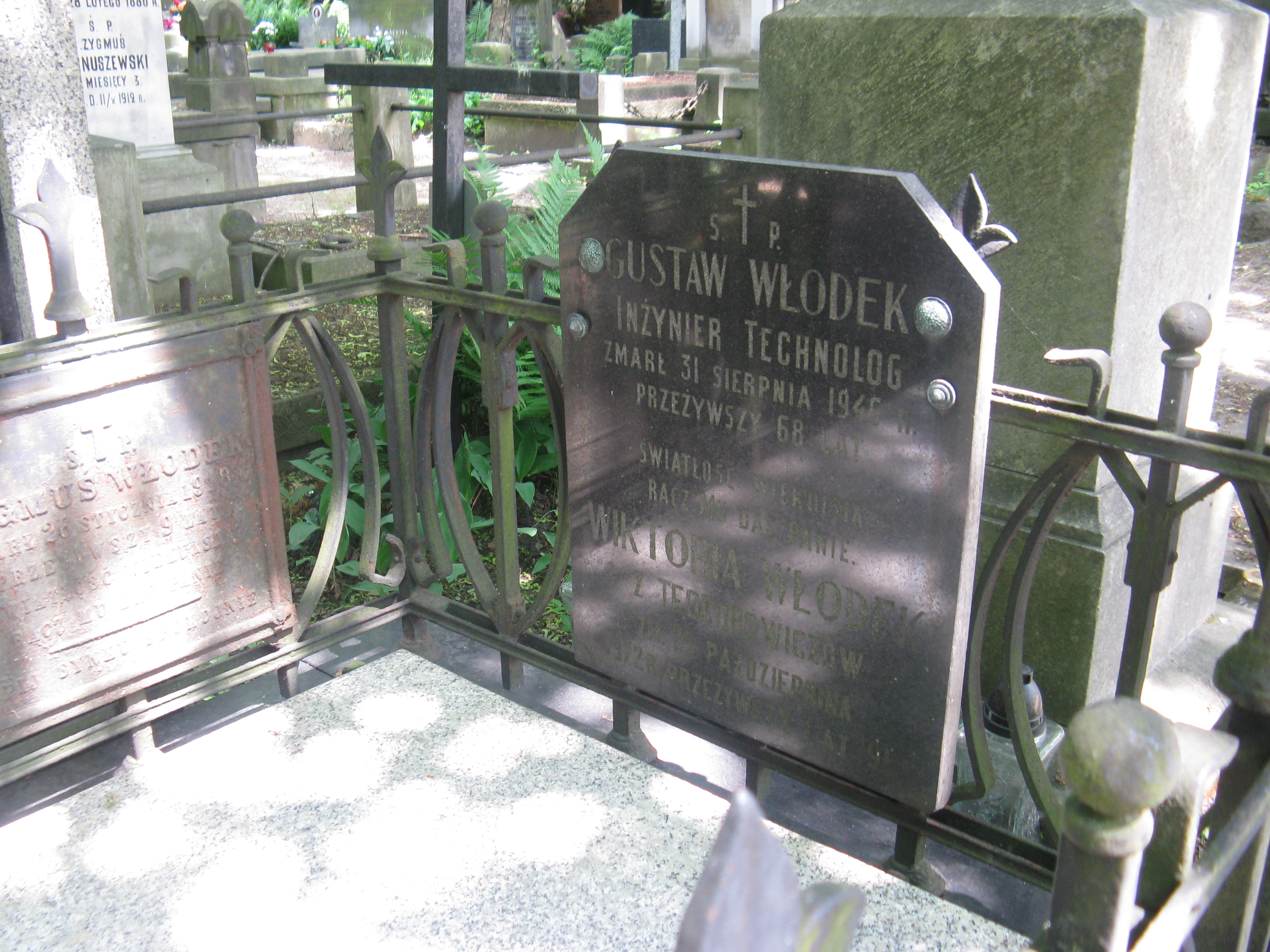
Nagrobek Gustaw i Wiktorii Włodek

Zmarł 31 sierpnia 1946. Został pochowany na cmentarzu Stare Powązki w Warszawie (kwatera 30 wprost, rząd 2, miejsce 40).